# شريف حسن شيخ آدم
شريف حسن شيخ آدم (بالصومالية: Shariif Xasan Sheekh Aadan)‏ سياسي صومالي شغل منصب وزير المالية ويعتبر آخر رئيس للبرلمان الاتحادي الانتقالي. 

## حياته المهنية

### رئيس مجلس النواب (الدورة الأولى)
في عام 2005 اختلف شريف حسن مع الرئيس الصومالي عبد الله يوسف أحمد ورئيس وزرائه علي محمد جيدي، الذين طالبا باختيار مدينة جوهر عاصمة مؤقتة، مشددا على ضرورة العمل من العاصمة مقديشو، وفي المحصلة اختيرت مدينة بيدوا عاصمة مؤقتة كحل وسط.
في 6 أكتوبر 2005 نُقل عنه قوله: "من وجهة نظري، لا تريد إثيوبيا حكومة فاعلة في الصومال، وأريد إيصال هذه الفكرة إلى العالم، وحتى لو كانت إثيوبيا تريد حكومة هنا، فهي تريد حكومة إقطاعية، وولايات متضاربة، كلها ضعيفة ". 
في 17 يناير 2007 صوت البرلمان على إقالته بسبب معارضته لنشر قوات حفظ سلام في لصومال وتعبيره عن دعمه للاجتماعات الغير المصرح بها مع اتحاد المحاكم الإسلامية  الذي حارب الحكومة الفيدرالية الانتقالية، وكذلك معارضته للتدخل الإثيوبي في حرب الصومال 2006-2009 بأغلبية 183 صوتًا ضده، وثمانية لصالحه وامتنع واحد عن التصويت. واختير وزير العدل آنذاك آدم محمد نور خلفا لها في الانتخابات النيابية التي جرت في 31 يناير 2007، وأدى اليمين الدستورية في 3 فبراير 2007.

### وزير المالية
في 20 فبراير 2009 عينه رئيس الوزراء عمر شارماركي وزيرا للمالية ونائبا لرئيس الوزراء الصومالي.

### رئيس مجلس النواب (الدورة الثانية)

#### انتخابه رئيسا للمجلس
في 25 مايو 2010 انتُخب شريف حسن مرة أخرى رئيساً للبرلمان الفيدرالي الانتقالي. 

#### المواجهة
في 14 أكتوبر 2010 عيّن الرئيس الصومالي شريف شيخ أحمد السكرتير الأول السابق في السفارة الصومالية بواشنطن، محمد عبد الله فرماجو رئيسًا للوزراء.  و تطور الخلاف بين رئيس البرلمان شريف حسن والرئيس حول ما إذا كان التصويت على الموافقة على رئيس الوزراء الجديد يجب أن يتم برفع الأيدي أو بالاقتراع السري، وفضل شريف حسن الاقتراع السري في حين فضل شريف أحمد رفع اليد وأدى الخلاف إلى تأجيل جلسة التصويت عدة مرات، وقضت المحكمة العليا في وقت لاحق بأن التصويت يجب أن يتم برفع الأيدي، بما يتفق مع الطريقة التي جرت بها الأمور في البرلمان منذ عام 1960. ووصل الخلاف إلى تدخل دولي حيث وصل وفد من الأمم المتحدة والاتحاد الأفريقي والهيئة الحكومية الدولية المعنية بالتنمية، والمبعوث الخاص إلى الصومال، في محاولة للمساعدة في حل المشكلة.  في 31 أكتوبر 2010 أجريت جلست تصويت في البرلمان لمنح الثقة لرئيس الوزراء المعين، ووافق أعضاء المجلس بأغلبية ساحقة على تعيين فرماجو رئيسا للوزراء، وصوت 297 نائبا من أصل 392 لصالح منح الثقة عن طريق رفع اليد؛ في حين صوت 92 نائبا ضد القرار وامتنع 3 عن التصويت.  أصدر الأمين العام للأمم المتحدة بان كي مون بيانًا أثنى فيه على القيادة الصومالية لتوصلها إلى توافق حول الترتيبات الإجرائية التي سهلت التأكيد الشفاف والاستشاري لرئيس الوزراء الجديد. 

#### اتفاقية كمبالا
بعد أشهر من الخلاف السياسي بين رئيس البرلمان شريف حسن والرئيس الصومال شريف شيخ أحمد حول إجراء انتخابات رئاسية في أغسطس 2011، أبرم السياسيان صفقة في كمبالا في 9 يونيو 2011 يتم بموجبها تأجيل الانتخابات الرئاسية والنيابية مدة عام واحد، مقابل استقالة رئيس الوزراء خلال ثلاثين يومًا، ووُقعت تحت إشراف الرئيس الأوغندي يويري موسيفيني والمبعوث الخاص للأمم المتحدة إلى الصومال أوغسطين ماهيغا، ونص اتفاق كمبالا على تشكيل مجلس وزراء جديد.  
قوبل إعلان استقالة رئيس الوزراء على الفور باحتجاجات في مدن مختلفة، وخرج آلاف المدنيين بجانب قوات حكومية وعدد من أعضاء مجلس النواب في مسيرة في شوارع مقديشو للمطالبة بإقالة رئيس الجمهورية ورئيس البرلمان وحل مجلس النواب.  وطالبت الحشود بإعادة رئيس الوزراء إلى منصبه واصفة إياه بأنه "الزعيم الوحيد المعروف بالنزاهة والذي حظيت به البلاد في السنوات الأخيرة".  وتعرضت صور المبعوث الخاص للأمم المتحدة للحرق، وناشد المتظاهرون الأمين العام للأمم المتحدة فصل المبعوث ماهيغا بسبب ما استشعره الكثيرون انتهاكا لسيادة الصومال من خلال توقيعه على اتفاق كمبالا.  وتعرضت فنادق كان يقيم بها أعضاء في البرلمان للهجوم ما أسفر عن مقتل خمسة أشخاص على الأقل، ونُظمت مظاهرات أخرى منددة باستقالة رئيس الوزراء في مدينة جالكعيو، مركز محافظة مدج، وكذلك في بلد حواء في أقصى الجنوب.  على الصعيد الدولي أفادت أنباء باندلاع احتجاجات في القاهرة ونيروبي وجوهانسبرغ وسيدني ولندن وروما وستوكهولم ومينيابوليس وتورنتو . 
ردا على ذلك، أصدر رئيس الوزراء فرماجو بيانا عبر إذاعة مقديشو الحكومية، أشاد فيه بالقوات المسلحة على الاستجابته السريعة كما حث أفراد القوات المسلحة على ضبط النفس، و ناشد في الوقت ذاته المواطنين على تهدئة الأوضاع «لقد رأيت تعابيركم وسمعت أصواتكم، أنتم جزء من عملية صنع القرار  ويجب الإصغاء لما تقولون».  بالإضافة إلى ذلك، دعا رئيس الوزراء فرماجو في مؤتمر صحفي إلى الإفراج الفوري عن جميع المتظاهرين الذين تعرضوا للاعتقال، مؤكدا أن إدارته ستفتح تحقيقًا مستقلًا في اعتقالهم.  في حين وصف عمدة العاصمة مقديشو محمد نور، المظاهرات أنها مصادرة لآراء باقي المواطنين. 
في 11 يونيو 2011 أصدر رئيس الوزراء فرماجو بيانًا أشار فيه إلى وجوب عرض قرار كمبالا على البرلمان لمناقشته وتقييمه وفقًا للقوانين المنصوص عليها في الدستور. كما ذكر رئيس الوزراء أنه لن يتنحى إلا إذا صوت أعضاء مجلس النواب لدعم الاتفاقية.  ، وأشار مجلس الوزراء في بيان صحفي إلى أنه بعد الاجتماع لمناقشة قرار كمبالا، وافق الوزراء على ضرورة عرض الاتفاقية على البرلمان لتقييمها. بجانب ذلك، سعى أكثر من 200 من أعضاء مجلس النواب لحث رئيس الوزراء على دعوة مجلس النواب لعقد جلسة لمناقشة القرار، مشيرين في بيان منفصل إلى أن الاتفاق حرم النواب من دورهم التشريعي في مسائلة الحكومة. 
في 12 حزيران (يونيو) 2011 أصدر الرئيس شريف أحمد بيانًا ندد فيه بالاحتجاجات ووصفها بـ "غير القانونية". وأشار إلى أن بعض المسؤولين في الحكومة موّلوا الاحتجاجات في مقديشو، كما حذر من أن حركة الشباب الإرهابية التي تناهض على الحكومة الفيدرالية قد تحاول استغلال التظاهرات لشن هجمات إرهابية. 
في اليوم نفسه، ظهرت تقارير إخبارية تشير إلى أن الأمين العام للأمم المتحدة بان كي مون سيقيل المبعوث الخاص أوغستين ماهيغا بسبب عدم إحراز تقدم ملموس في مهمته في الصومال، إضافة إلى عدم ثقة الصوماليين به، كما ذكرت مصادر في الأمم المتحدة أنه بسبب انتشار مزاعم الكسب غير المشروع، سيقوم الأمين العام بفصل نصف كبار الموظفين في مختلف مكاتب الأمم المتحدة، بما في ذلك مكتب الأمم المتحدة السياسي في الصومال، وبرنامج الأمم المتحدة الإنمائي، واليونيسيف، ومنظمة الصحة العالمية، ومكتب تنسيق الشؤون الإنسانية. 
في مقابلة في 16 يونيو 2011 أعرب وكيل وزارة الخارجية الإيطالية، ألفريدو مانتيكا عن دعمه لموقف رئيس الوزراء فرماجو فيما يتعلق باتفاقية كمبالا، صرح مانتيكا أن الحكومة الإيطالية تعتقد أنه يجب مراجعة الاتفاقية في مجلس النواب، كما أشار إلى أن "رئيس الوزراء تولى المنصب منذ خمسة أشهر، و من السابق لأوانه الحكم على عمله، كما وصف فترته بالإيجيابية، مؤكدا أنها حققت نتائج مهمة، بدت الحكومة بالفعل معجزة [. . . ] قوة عدم الاستقرار في الصومال ثابتة. ورئيس الوزراء يمثل الاستقرار ". 
في 19 يونيو 2011 أعلن محمد عبد الله فرماجو من منصبه كرئيس لوزراء الصومال، كجزء من شروط اتفاقية كمبالا المثيرة للجدل والتي تضمنت أيضا تمديد ولايات الرئيس ورئيس البرلمان ومجلس النواب حتى أغسطس 2012 وإجراء انتخابات في هذا التوقيت، وأشار رئيس الوزراء فرماجو في خطابه إلى أنه يتنحى "لمصلحة الشعب الصومالي والوضع الراهن في الصومال". كما شكر مجلس وزرائه على جهوده في تحسين الوضع الأمني ومعايير الحكم في الدولة. 
وعين خلفا لفرماجو وزيرُ التخطيط والتعاون الدولي في حكومته عبد الولي محمد علي، في وقت لاحق من نفس اليوم للقيام بهام رئيس الوزراء   ثم عُين رئيسا للوزراء بشكل رسمي في 23 يونيو 2011 . 
قوبلت استقالة رئيس الوزراء فرماجو بالغضب من قبل عامة الناس والعديد من أعضاء مجلس النواب، وظهرت مخاوف من عودة الفساد الحكومي، والخلافات السياسية التي خطت إدارة فرماجو خطوات كبيرة نحو القضاء عليها، وصرح أحد أعضاء مجلس النواب، أن العديد من السياسيين يسعون لإلغاء اتفاقية كمبالا، كونها "تُخضع البلاد للوصاية". في حين أشار نائب آخر إلى أن "أعضاء مجلس النواب اتفقوا على الطعن في الاتفاقية" و "الاعتراض عليها وإبطالها".
وأشار مراقبون إلى أن استقالة فرماجو يمكن أن توفر للمسلحين فرصة للاستفادة من الوضع وإعاقة المكاسب الإقليمية التي حققتها إدارته في التمرد المستمر في جنوب الصومال، كما أشاروا إلى أن إقالة رئيس الوزراء لن تحل الصراع طويل الأمد على السلطة بين الرئيس شريف أحمد ورئيس البرلمان شريف حسن، وقد يؤدي إلى تفاقم الخلاف وإطالة أمده، كما أشار محللون سياسيون أن اتفاقية كمبالا مقدمة لتسهيل التدخل الخارجي من قبل الدول المجاورة، مع الإشارة إلى دور الحكومة الأوغندية في الاتفاقية. 
ورداً على اتفاقية كمبالا قال رئيس السياسات في حركة الشباب الإرهابية حسين علي فيدو في 22 يونيو 2011 أن الاتفاقية انتهت بالفشل لأنها كانت "مثالاً على طريقة إدارة البلاد. من قبل أوغندا "وأنه" من الواضح للشعب الصومالي والمجتمع الدولي أن مؤتمر كمبالا بشأن الصومال كان يهدف إلى إجبار رئيس الوزراء محمد عبد الله فرماجو على التنحي". كما أشار إلى أن المواطنين الصوماليين على علم بما يجري وأنه لا يعترفون بالرئيس شريف أحمد ورئيس البرلمان شريف حسن كسلطات حكومية شرعية، كما كرر دعوة جماعته للقوات الأوغندية للانسحاب من البلاد. 
في 24 يونيو 2011 أعاد أعضاء مجلس النواب تأكيد معارضتهم لاتفاقية كمبالا وتقدم 165 نائباً بمقترح في البرلمان لمعارضة الاتفاقية، إلا أن رئيس مجلس النواب رفض ذلك، ما أدى إلى طرح النواب مشروعا لحجب الثقة عن رئيس مجلس النواب شريف حسن متهمين إياه "بمخالفة الميثاق والنظام الداخلي"، وصوت 280 نائبا لحجب الثقة عن رئيس مجلس النواب رغم اتفاقية كمبالا التي تنص على عدم مشروعية ذلك 
بعد محادثات مع البرلمانيين، أكد الرئيس شريف أحمد في 28 يونيو 2011 أنه بسبب معارضة أعضاء محلس النواب لاتفاقية كمبالا، سيتم عرض الاتفاق على البرلمان لمناقشته، كما أشار إلى أن الاتفاقية لن يتم تنفيذها ما لم يوافق عليها المشرعون. 

#### ما بعد الفترة الانتقالية
في فبراير 2012 ، التقى شريف حسن ومسؤولون حكوميون صوماليون آخرون في مدينة جروي عاصمة ولاية بونتلاند شمال شرق الصومال لمناقشة الترتيبات السياسية لما بعد الفترة الانتقالية، وبعد مداولات مستفيضة حضرها ممثلون إقليميون ومراقبون دوليون، انتهى المؤتمر بتوقيع اتفاق بين رئيس البرلمان ورئيس الحكومة الاتحادية الانتقالية شريف أحمد ورئيس الوزراء عبد الولي محمد علي ورئيس ولاية بونتلاند عبد الرحمن محمد فارولي ورئيس ولاية غلمدغ محمد أحمد عالم وأهل السنة والجماعة، ونص القرار الضي تلاه النائب خليف عبد القادر نور على ما يلي:
1. تشكيل برلمان جديد من مجلسين يتكون من 225 عضوًا بمجلس النواب و54 عضوا في مجلس الشيوخ.
2. 30٪ من الجمعية التأسيسية الوطنية مخصصة للنساء.
3. يتم تعيين الرئيس عن طريق انتخابات دستورية
4. يتم اختيار رئيس الوزراء من قبل الرئيس ثم يقوم تعيين مجلس الوزراء. [37] [38]

في 23 يونيو 2012 اجتمع قادة الحكومة الفيدرالية وقادة الولايات مرة أخرى للموافقة على مسودة الدستور بعد عدة أيام من المداولات، وأقر المجلس الوطني التأسيسي بأغلبية ساحقة الدستور الجديد في الأول من أغسطس 2012 ، حيث صوّت لصالحه 96٪ ، وعارضه 2٪ ، وامتنع 2٪ عن التصويت. 

### البرلمان الاتحادي الفيدرالي
في 20 أغسطس 2012 ترشح شريف حسن شيخ آدم لمقعد في البرلمان الفيدرالي الذي خلف البرلمان الفيدرالي الانتقالي. 

### ولاية جنوب غرب الصومال
في 17 نوفمبر 2014 انتُخب شريف حسن رئيسًا لولاية جنوب غرب الصومال. 
محاولة اغتيال
في 12 نوفمبر 2015 نجا شريف حسن من محاولة اغتيال إثر تعرض موكبه لهجوم بسيارة مفخخة في إقليم شبيلي السفلى بولاية جنوب غرب الصومال، وأعلنت حركة الشباب مسؤولية الهجوم.
في 7 نوفمبر 2 أعلن شريف حسن شيخ آدم استقالته من منصبه وتخليه عن الترشح للانتخابات الرئاسية المقرر إجراؤها في الولاية، عقب أزمة سياسية شهدتها ولاية جنوب غرب الصومال بسبب الخلاف في الانتخابات الرئاسية، واستقالة معظم أعضاء لجنة الانتخابات احتجاجا على ما أسموه "تدخل الحكومة الفيدرالية الصومالية ودعمها بعض المرشحين".
ترشحه لرئاسة الجمهورية
في 5 نوفمبر 2016 أعلن عن ترشحه لمنصب رئيس الصومال في الانتخابات الرئاسية الصومالية 2017 بعد موافقة مجلس النواب بولاية جنوب غرب الصومال بأغلبية على السماح له بخوض السباق الرئاسي، بناء على طلب تقدم به للبرلمان.
في 17 يناير 2017 أعلن انسحابه من السباق الرئاسي على خلفية انتخاب محمد شيخ عثمان جواري رئيسا لمجلس الشعب، وفقا للمعادلة السياسية الصومالية المبنية على نظام المحاصصة القبلية المعروف بـ4.5 والذي لا يسمح لعشيرة الفائز بمنصب رئيس البرلمان بالمشاركة في السباق الرئاسي.